# Keihäsjärvi (sjö i Virdois, Birkaland)
Keihäsjärvi är en sjö i kommunen Virdois i landskapet Birkaland i Finland. Sjön ligger 96,2 meter över havet. Arean är 1,56 kvadratkilometer och strandlinjen är 13,32 kilometer lång. Sjön  ingår i Kumo älvs huvudavrinningsområde.   Den ligger omkring 67 km norr om Tammerfors och omkring 230 km norr om Helsingfors. 
I sjön finns öarna Koskensaari, Iso Tiaistenlinna, Pikkulinna och Kolmikouransaari. Keihäsjärvi ligger sydväst om Vaskivesi och Visuvesi. 